# Penarikan
Penarikan is een bestuurslaag in het regentschap Pelalawan van de provincie Riau, Indonesië. Penarikan telt 1093 inwoners (volkstelling 2010).